# خافيير رويز رويدا
خافيير رويز رويدا (بالإسبانية: Javier Ruiz Rueda)‏ هو كاتب أغاني مكسيكي، ولد في 18 مارس 1909، وتوفي في 8 سبتمبر 1993.